# Тегеран (телесериал)
«Тегеран» (ивр. טהרן‎, англ. Tehran) — израильский телесериал, шпионский триллер, созданный Моше Зондером для общественного телеканала Kan 11. Герои фильма говорят на английском, фарси и иврите. Авторы сценария — Моше Зондер и Омри Шенхар, режиссёр — Даниэль (Дани) Сыркин.
Фильм рассказывает о драматической жизни людей и работе спецслужб на фоне современного израильско-иранского конфликта. Особенностью является отсутствие демонизации врага — иранцев: персонажи представлены обычными людьми со своими недостатками и положительными чертами; добрые и достойные, плохие и безнравственные поступки допускают обе стороны.
Премьера сериала состоялась в Израиле 22 июня 2020 года, на платформе Apple TV+ он стал доступен мировому зрителю 25 сентября 2020 года. Телесериал снимался в Афинах (Греция).

## Сюжет
Главная героиня Тамар Рабинян, молодая еврейка, родившаяся в Иране, но выросшая в Израиле, является агентом «Моссад», компьютерным хакером, отправленным с тайной миссией в иранскую столицу. Её задача — вывести из строя электросистему Тегерана для нейтрализации противовоздушной обороны перед атакой израильской авиации на иранский ядерный реактор.
Во время аварийной посадки пассажирского самолёта в аэропорту Тегерана Тамар обменивается одеждой с местной женщиной, работницей электрической компании, но шпионку случайно встречает и узнаёт другая пассажирка, молодая израильтянка, служившая на одной военной базе. Свидетелями этого становятся офицеры иранской контрразведки.
Тамар подозревает предательство местного резидента, обрубает все связи и пытается самостоятельно выполнить задание и выбраться из Тегерана. Между тем за это дело берётся опытный иранский оперативник, а ныне руководитель специального отдела стражей революции Фараз Камали.
Второй сезон разворачивается вокруг новой миссии Тамар — устранить высокопоставленного иранского генерала. Операция, которую курирует её новый наставник Йоэль, быстро идет не по плану, и Тамар оказывается в ещё большей опасности. К ней присоединяется новый персонаж, Марджан Монтаземи — двойной агент Моссада, психотерапевт из Великобритании иранского происхождения.

## Актёрский состав
- Нив Султан — Тамар Рабинян, израильская разведчица, хакер
- Шон Тоуб — Фараз Камали, руководитель контрразведывательного подразделения стражей Исламской революции
- Навид Негабан — Масуд Табризи, владелец туристического агентства, завербованный израильской разведкой (1 сезон)
- Шервин Аленаби — Милад Кахани, парень Тамар (1-2 сезон)
- Гленн Клоуз — Марджан Монтазери, помощница Моссад, местный психотерапевт родом из Великобритании, оказывала услуги семье Камали (2 сезон)
- Хью Лори — Эрик Питерсон (3 сезон)

## Список эпизодов

### Сезон 1 (2020)
| № общий | № в сезоне | Название                                                        | Режиссёр       | Автор сценария            | Дата премьеры |
| ------- | ---------- | --------------------------------------------------------------- | -------------- | ------------------------- | ------------- |
| 1       | 1          | «Аварийная посадка в Тегеране» «Emergency Landing in Tehran»    | Даниэль Сыркин | Моше Зондер и Омри Шенхар | 22 июня 2020  |
| 2       | 2          | «Кровь на её руках» «Blood on Her Hands»                        | Даниэль Сыркин | Моше Зондер и Омри Шенхар | 22 июня 2020  |
| 3       | 3          | «Дочь Ясамин» «Yasamin's Girl»                                  | Даниэль Сыркин | Моше Зондер и Омри Шенхар | 29 июня 2020  |
| 4       | 4          | «Шакира и больной» «Shakira and Sickboy»                        | Даниэль Сыркин | Моше Зондер и Омри Шенхар | 29 июня 2020  |
| 5       | 5          | «Другой Иран» «The Other Iran»                                  | Даниэль Сыркин | Моше Зондер и Омри Шенхар | 6 июля 2020   |
| 6       | 6          | «Инженер» «The Engineer»                                        | Даниэль Сыркин | Моше Зондер и Омри Шенхар | 13 июля 2020  |
| 7       | 7          | «Отец Тамар» «Tamar's Father»                                   | Даниэль Сыркин | Моше Зондер и Омри Шенхар | 20 июля 2020  |
| 8       | 8          | «Пять часов до бомбадировки» «Five Hours Until the Bombing Run» | Даниэль Сыркин | Моше Зондер и Омри Шенхар | 27 июля 2020  |

### Сезон 2 (2022)
| № общий | № в сезоне | Название                                 | Режиссёр       | Автор сценария            | Дата премьеры |
| ------- | ---------- | ---------------------------------------- | -------------- | ------------------------- | ------------- |
| 9       | 1          | «13,000» «13,000»                        | Даниэль Сыркин | Моше Зондер и Омри Шенхар | 6 мая 2022    |
| 10      | 2          | «План меняется» «Change of Plan»         | Даниэль Сыркин | Моше Зондер и Омри Шенхар | 6 мая 2022    |
| 11      | 3          | «Посттравматическое расстройство» «PTSD» | Даниэль Сыркин | Моше Зондер и Омри Шенхар | 13 мая 2022   |
| 12      | 4          | «Мажоры» «The Rich Kids»                 | Даниэль Сыркин | Моше Зондер и Омри Шенхар | 20 мая 2022   |
| 13      | 5          | «Двойная ошибка» «Double Fault»          | Даниэль Сыркин | Моше Зондер и Омри Шенхар | 27 мая 2022   |
| 14      | 6          | «Выбор Фараза» «Faraz's Choice»          | Даниэль Сыркин | Моше Зондер и Омри Шенхар | 3 июня 2022   |
| 15      | 7          | «Бетти» «Betty»                          | Даниэль Сыркин | Моше Зондер и Омри Шенхар | 10 июня 2022  |
| 16      | 8          | «Кровные похороны» «Blood Funeral»       | Даниэль Сыркин | Моше Зондер и Омри Шенхар | 17 июня 2022  |

### Сезон 3 (2024—2025)
| № общий | № в сезоне | Название                                           | Режиссёр       | Автор сценария            | Дата премьеры   |
| ------- | ---------- | -------------------------------------------------- | -------------- | ------------------------- | --------------- |
| 17      | 1          | «Радиоактивный мир» «Radiactive World»             | Даниэль Сыркин | Моше Зондер и Омри Шенхар | 9 декабря 2024  |
| 18      | 2          | «Удар в лицо» «Punch in the Face»                  | Даниэль Сыркин | Моше Зондер и Омри Шенхар | 16 декабря 2024 |
| 19      | 3          | «В логове льва» «In the Lion's Den»                | Даниэль Сыркин | Моше Зондер и Омри Шенхар | 23 декабря 2024 |
| 20      | 4          | «В огонь» «Into the Fire»                          | Даниэль Сыркин | Моше Зондер и Омри Шенхар | 30 декабря 2024 |
| 21      | 5          | «Незаконченное дело» «Unfinished Business»         | Даниэль Сыркин | Моше Зондер и Омри Шенхар | 6 января 2025   |
| 22      | 6          | «Выхода нет» «No Way Out»                          | Даниэль Сыркин | Моше Зондер и Омри Шенхар | 20 января 2025  |
| 23      | 7          | «Момент истины Ниссана» «Nissan's Moment of Truth» | Даниэль Сыркин | Моше Зондер и Омри Шенхар | 28 января 2025  |
| 24      | 8          | «На краю пропасти» «On the Brink of the Abyss»     | Даниэль Сыркин | Моше Зондер и Омри Шенхар | 28 января 2025  |